# Azatek
Azatek (arménsky Ազատեկ) je vesnice v provincii Vajoc Dzor v Arménii. Obyvatelé obce pochází ze Salmast, odkud odešli v roce 1828. V blízkosti se nachází kostel ze 17. nebo z 18. století a zřícenina tvrze známá pod jménem Smbataberd.